# José Tolentino Mendonça
José Tolentino Calaça de Mendonça (ur. 15 grudnia 1965 w Machico na Maderze) – portugalski duchowny rzymskokatolicki, poeta, doktor nauk teologicznych specjalizujący się w dziedzinie teologii biblijnej, arcybiskup, Archiwista i Bibliotekarz Świętego Kościoła Rzymskiego w latach 2018–2022, kardynał diakon od 2019, prefekt Dykasterii ds. Kultury i Edukacji od 2022.

## Życiorys
28 lipca 1990 otrzymał święcenia kapłańskie i został inkardynowany do diecezji Funchal. Był m.in. rektorem Papieskiego Kolegium Portugalskiego w Rzymie, prorektorem Portugalskiego Uniwersytetu Katolickiego w Lizbonie, wykładowcą kilku brazylijskich uczelni oraz konsultorem Papieskiej Rady ds. Kultury.
26 czerwca 2018 papież Franciszek mianował go archiwistą Świętego Kościoła Rzymskiego i bibliotekarzem Świętego Kościoła Rzymskiego. Jednocześnie został  podniesiony do godności arcybiskupa tytularnego ze stolicą Suava. Sakry biskupiej udzielił mu 28 lipca 2018 kardynał Manuel Clemente.
1 września 2019 podczas modlitwy Anioł Pański papież Franciszek ogłosił, że mianował go kardynałem. Na konsystorzu 5 października 2019 został kreowany kardynałem diakonem, z tytułem Santi Domenico e Sisto.
26 września 2022 papież Franciszek mianował go prefektem nowo utworzonej Dykasterii ds. Kultury i Edukacji.
7 września 2023 papież Franciszek mianował go członkiem  Dykasterii ds. Kultu Bożego i Dyscypliny Sakramentów. Brał udział w konklawe 2025, które wybrało papieża Leona XIV. 